# Quidditch przez wieki
Quidditch przez wieki (ang. Quidditch through the Ages) – fikcyjna książka opisana w serii książek fantasy Harry Potter napisanej przez brytyjską pisarkę Joanne Kathleen Rowling, a także rzeczywista książka tej autorki, w której jednak jej nazwisko widnieje jedynie jako właściciela praw autorskich. Ta ostatnia ma być jakoby reprodukcją kopii fikcyjnej książki trzymanej w bibliotece Hogwartu, napisanej przez Kennilworthy'ego Whispa. Dochód ze sprzedaży tej książki trafił do fundacji Comic Relief.
Oficjalna premiera książki odbyła się w 2001 roku. W Polsce ukazała się ona nakładem wydawnictwa Media Rodzina w 2002 roku. Za jej polską wersję odpowiedzialny jest tłumacz pozostałych książek dot. świata Harry’ego Pottera, Andrzej Polkowski. Książka ma 64 strony w miękkiej oprawie. ISBN 83-7278-019-6

## Zawartość
Fikcyjna książka została napisana przez Kennilworthy'ego Whispa, znanego w świecie Harry’ego Pottera znawcy quidditcha. Znajduje się w niej opis i historia quidditcha, najstarszej gry czarodziejów. Jej autor ma według informacji zawartych w książce przebywać w swoim domu w Nottinghamshire albo towarzyszyć drużynie Wędrowców z Wigtown, której jest zagorzałym fanem. Jego hobby to: tryktrak, wegetarianizm i kolekcjonowanie markowych mioteł.
Prawdziwa książka została napisana przez J.K. Rowling pod pseudonimem Kennilworthy Whisp, nawiązującym do fikcyjnego autora wspomnianego wyżej. Na 64 stronach znalazła się drobiazgowa historia quidditcha, w tym kiedy powstawała, jak się kształtowały jej zasady, kiedy pojawił się złoty znicz i jakie antymugolskie środki bezpieczeństwa stosuje się w trakcie meczu. Oprócz tego książka zawiera zestaw najsilniejszych drużyn quidditcha w Europie i na świecie, opis najnowszych mioteł oraz leksykon najsłynniejszych uderzeń i formacji technicznych, a także zestaw najczęściej stosowanych przez zawodników fauli.
Na pierwszej stronie prawdziwej książki, która wyglądem ma naśladować pierwszą stronicę księgi z biblioteki Hogwartu znajduje się pouczenie od tamtejszej bibliotekarki, Madam Pince, które brzmi następująco:

Ostrzeżenie: Jeśli tę książkę podrzesz, porwiesz, postrzępisz, pogniesz, pozaginasz, pomażesz, pobrudzisz, poplamisz, poślinisz czy popaćkasz, jeśli ją ciśniesz lub upuścisz albo w jakikolwiek inny sposób zbezcześcisz, uszkodzisz czy potraktujesz bez należytego szacunku, możesz się spodziewać najbardziej surowych kar, jakimi dysponuję.

Irma Pince, bibliotekarka Hogwartu

## Fikcyjne recenzje
Wiele fikcyjnych postaci z książek o Harrym Potterze zamieściło w książce swoją fikcyjną recenzję:
Dzięki żmudnej pracy badawczej Kennilworthy'ego Whispa uzyskaliśmy dostęp do niezwykle cennej skarbnicy nieznanych uprzednio faktów dotyczących tej najpopularniejszej gry czarodziejów. Fascynująca lektura.
Bathilda Bagshot, autorka Historii magii
Whisp napisał naprawdę wspaniałą książkę. Fani quidditcha z pewnością uznają ją za pouczającą i ciekawą
Redaktor czasopisma Jak wybrać miotłę
Wyczerpująca praca na temat pochodzenia i historii quidditcha. Gorąco polecam.
Brutus Scrimgeour, autor Biblii pałkarza
Pan Whisp jest bardzo obiecującym autorem. Jeśli nadal będzie tak dobrze spisywał, może się doczekać wspólnego zdjęcia ze mną!
Gilderoy Lockhart, autor Mojego magicznego ja
Założę się o wszystko, że to będzie bestseller. Proszę bardzo, czekam na chętnych.
Ludo Bagman, pałkarz reprezentacji Anglii i Os z Wimbourne, dyrektor Departamentu Magicznych Gier i Sportów w Ministerstwie Magii
Czytałam gorsze rzeczy.
Rita Skeeter, dziennikarka Proroka Codziennego